# Rauðstaðahorn
Rauðstaðahorn är en bergstopp i republiken Island. Den ligger i regionen Västfjordarna, 200 km norr om huvudstaden Reykjavík. Toppen på Rauðstaðahorn är 595 meter över havet.
Trakten runt Rauðstaðahorn är nära nog obefolkad, med mindre än två invånare per kvadratkilometer. Närmaste större samhälle är Þingeyri, omkring 17 kilometer nordväst om Rauðstaðahorn. Trakten runt Rauðstaðahorn består i huvudsak av gräsmarker.